# حضارة

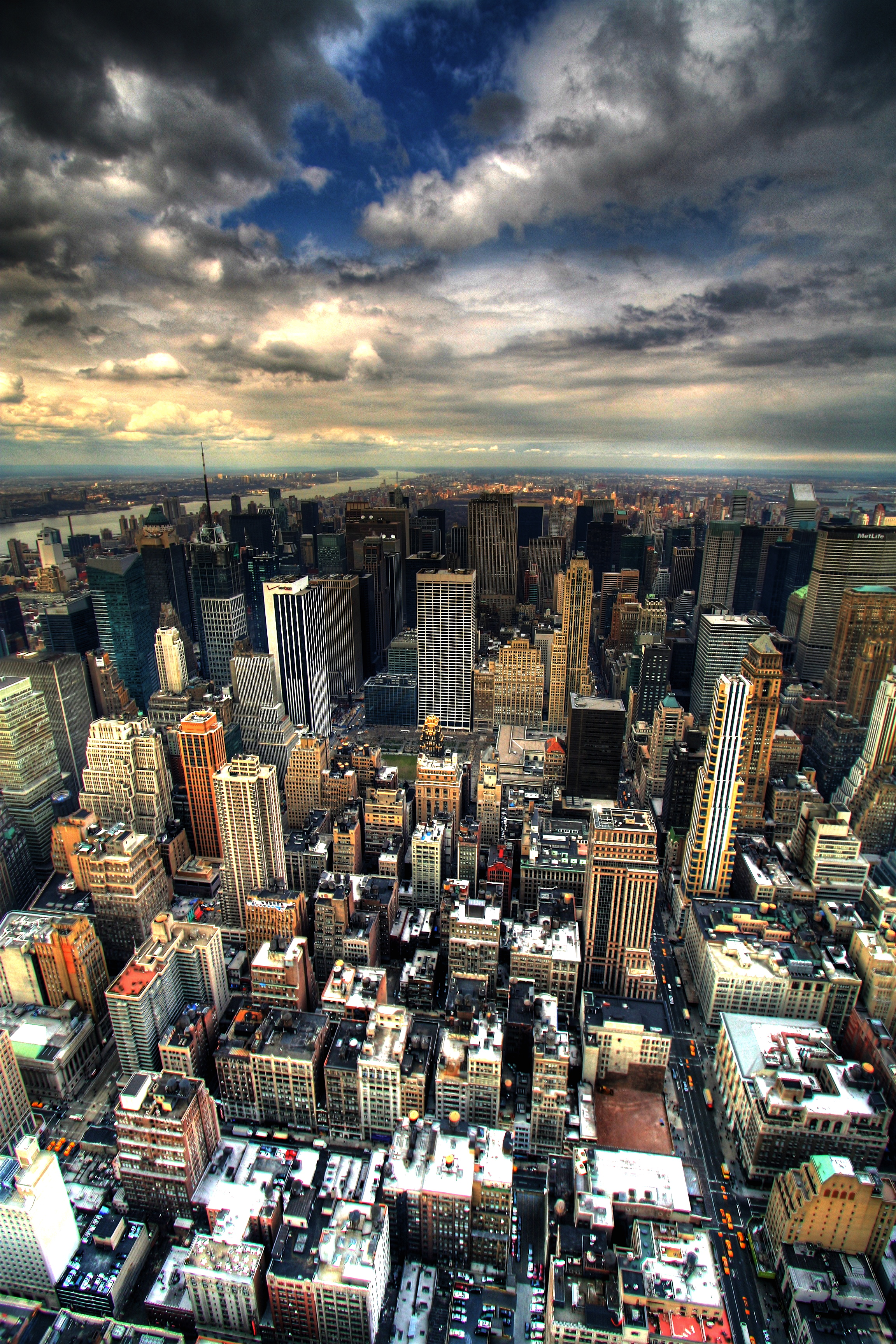
وسط مدينة نيويورك أحد أبرز معالم الحضارة الحديثة

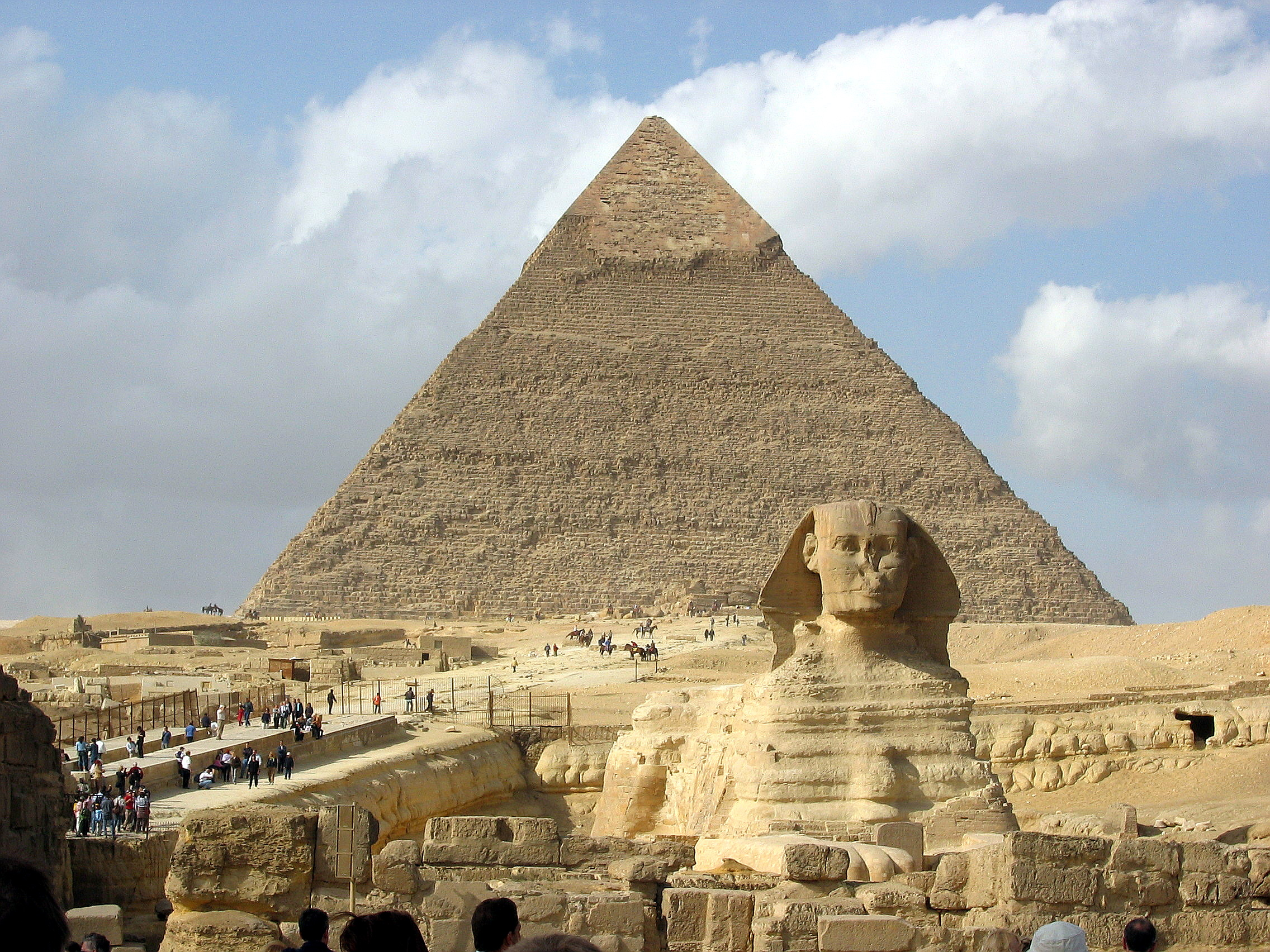
أهرامات الجيزة أحد أهم معالم حضارة مصر القديمة.

الحضارة هي النتاج الفكري والثقافي والمادي المتراكم لأمةٍ من الأمم والتي تمنحها خاصيةً مميزة عن الأمم الأخرى.
ولا يمكن حصر الحضارة على الجانب المادي فقط كالمباني والقلاع والقصور أو اختزالها في أنماطٍ سياسية كالإمبراطوريات والأسر الحاكمة والدول بل بما تنتجه أمةٌ ما من خصائص مميزة وفنون.
وهي نظام اجتماعي يعين الإنسان على الزيادة من إنتاجه الثقافي، وتتألف الحضارة من عناصر أربعة: الموارد الاقتصادية، والنظم السياسية، والتقاليد الخُلقية، ومتابعة العلوم والفنون؛ وهي تبدأ حيث ينتهي الاضطراب والقلق، لأنه إذا ما أمِنَ الإنسان من الخوف، تحررت في نفسه دوافع التطلع وعوامل الإبداع والإنشاء، وبعدئذ لا تنفك الحوافز الطبيعية تستنهضه للمضي في طريقه إلى فهم الحياة وازدهارها وباختصار الحضارة هي الرقي والازدهار في جميع الميادين والمجالات.
ترتكز الحضارة على البحث العلمي والفني التشكيلي بالدرجة الأولى، فالجانب العلمي يتمثل في الابتكارات التكنولوجيا وعلم الاجتماع فأما الجانب الفني التشكيلي فهو يتمثل في الفنون المعمارية والمنحوتات وبعض الفنون التي تساهم في الرقي. فلو ركزنا بحثنا على أكبر الحضارات في العالم مثل الحضارة الرومانية سنجد أنها كانت تمتلك علماء وفنانين عظماء. فالفن والعلم هما عنصران متكاملان يقودان أي حضارة.
وفي اللغة العربية هي كلمة مشتقة من الفعل حضر، ويقال الحضارة هي تشييد القرى والأرياف والمنازل المسكونة، فهي خلاف البدو والبداوة والبادية، وتستخدم اللفظة في الدلالة على المجتمع المعقد الذي يعيش أكثر أفراده في المدن ويمارسون الزراعة، التعدين، التصنيع على مستوى مصغر، والتجارة. على خلاف المجتمعات البدوية ذات البنية القبلية التي تتنقل بطبيعتها وتعيش بأساليب لا تربطها ببقعة جغرافية محددة، كالصيد مثلاً، ويعتبر المجتمع الصناعي الحديث شكلاً من اشكال الحضارة.
تعتبر لفظة حضارة مثيرة للجدل وقابلة للتأويل، واستخدامها يستحضر قيم (سلبية أو إيجابية) كالتفوق والإنسانية والرفعة، وفي الواقع رأى ويرى العديد من أفراد الحضارات المختلفة أنفسهم على أنهم متفوقون ومتميزون عن أفراد الحضارات الأخرى، ويعتبرون أفراد الحضارات الأخرى همجيين ودونيين.
و يذهب البعض إلى اعتبار الحضارة أسلوب معيشي يعتاد عليه الفرد من تفاصيل صغيرة إلى تفاصيل أكبر يعيشها في مجتمعه ولا يقصد من هذا استخدامه إلى احدث وسائل المعيشة بل تعامله هو كإنسان مع الأشياء المادية والمعنوية التي تدور حوله وشعوره الإنساني تجاهها. ومن الممكن تعريف الحضارة على أنها الفنون والتقاليد والميراث الثقافي والتاريخي ومقدار التقدم العلمي والتقني الذي تمتع به شعب معين في حقبة من التاريخ. إن الحضارة بمفهوم شامل تعني كل ما يميز أمة عن أمة من حيث العادات والتقاليد وأسلوب المعيشة والملابس والتمسك بالقيم الدينية والأخلاقية ومقدرة الإنسان في كل حضارة على الإبداع في الفنون والآداب والعلوم.
و للتعرف على حضارات الشعوب تُدرس العناصر التالية:
- طرق العيش والظروف الطبيعية.
- الوضع الاقتصادي.
- العلاقات الاجتماعية بين فئات المجتمع.
- أنظمة الحكم السائدة.
- الإنجازات العلمية والثقافية والعمرانية.

## سمات مميزة
سمّى علماء الاجتماع مثل: غوردن تشيلد عدد من السمات التي تميز الحضارة عن الأنواع الأخرى من المجتمع. تميزت الحضارات بوسائل عيشها وأنواع سبل العيش وأنماط الاستيطان وأشكال الحكم والطبقات الاجتماعية والأنظمة الاقتصادية ومحو الأمية وسمات ثقافية أخرى.   يجادل أندرو نيكيفوروك بأن الحضارات اعتمدت على العضلات البشرية، إذ استُخدمت طاقة العبيد لزراعة المحاصيل والإكساء وبناء المدن واعتُبرت العبودية سمة مشتركة لحضارات ما قبل الحداثة.
اعتمدت جميع الحضارات على الزراعة، مع استثناء محتمل لبعض الحضارات المبكرة في بيرو والتي اعتمدت على الموارد البحرية. يمكن أن تؤدي مزارع الحبوب إلى تخزين متراكم وفائض من الغذاء، خاصة عندما يستخدم الناس تقنيات زراعية مثل التسميد الاصطناعي والريّ للمحاصيل. كانت الحضارات القائمة على البساتين نادرة جدًا. كان لفائض الحبوب أهمية خاصة بسبب إمكانية تخزينها لفترة طويلة. سمح فائض الطعام لبعض الناس بالقيام بأشياء إلى جانب إنتاج الغذاء لكسب الرزق: شملت الحضارات المبكرة الجنود والحرفيين والكهنة والكاهنات وغيرهم من ذوي الوظائف المتخصصة. ينتج عن فائض الغذاء تقسيم العمل ونطاق أكثر تنوعًا للنشاط البشري، وهي سمة مميزة للحضارات.  ومع ذلك، في بعض الأماكن تمكن الصيادون - الجامعون من الوصول إلى الفائض الغذائي، كما هو الحال بين بعض الشعوب الأصلية في شمال غرب المحيط الهادئ وربما خلال ثقافة العصر الحجري.
الحضارات لها أنماط استيطان مختلفة بشكل واضح عن المجتمعات الأخرى. أحيانًا تُعرّف كلمة حضارة ببساطة على أنها العيش في المدن. يميل غير المزارعين إلى التجمع في المدن للعمل والتجارة.
بالمقارنة مع المجتمعات الأخرى، فإن الحضارات لديها بنية سياسية أكثر تعقيدًا، وهي الدولة.  مجتمعات الدولة طبقية أكثر من المجتمعات الأخرى. هناك فرق أكبر بين الطبقات الاجتماعية. تسيطر الطبقة الحاكمة، المتمركزة عادة في المدن، على الكثير من الفائض وتمارس إرادتها من خلال تصرفات الحكومة أو البيروقراطية. صنّف مورتون فرايد، وإلمان سيرفيس، الثقافات البشرية على أساس النظم السياسية وعدم المساواة الاجتماعية، يحتوي نظام التصنيف هذا على أربع فئات:
- فرق الصيادين - الجامعين، والتي تعتبر متساوية بشكل عام.
- المجتمعات البستانية/الرعوية التي توجد فيها عمومًا طبقتان اجتماعيتان؛ رئيسية وعامة.
- هياكل شديدة الطبقية، مع العديد من الطبقات الاجتماعية الموروثة: الملك، والنبلاء، والأحرار، والعبيد.
- الحضارات، ذات التسلسل الهرمي الاجتماعي المعقد والحكومات المؤسسية المنظمة.[9]

من الناحية الاقتصادية، تعرض الحضارات أنماطًا أكثر تعقيدًا للملكية والتبادل من المجتمعات الأقل تنظيمًا. يسمح العيش في مكان واحد للناس بتجميع ممتلكات شخصية أكثر من البدو.  يكتسب بعض الأشخاص أيضًا ملكية خاصة للأرض، نظرًا لأن نسبة من الناس في الحضارات لا يزرعون طعامهم، يجب أن يتاجروا في سلعهم وخدماتهم مقابل الغذاء في نظام السوق، أو يتلقوا الغذاء من خلال ضريبة الجزية أو ضرائب إعادة التوزيع من قطاع إنتاج الغذاء في الدولة. عملت الثقافات البشرية المبكرة من خلال أنظمة المقايضة المحدودة. بحلول أوائل العصر الحديدي، طورت الحضارات المعاصرة المال كوسيلة لتبادل المعاملات المعقدة بشكل متزايد. في القرية، يصنع الخزّاف قدرًا لمُصنِّع الجعة ويعوض صانع الجعة الخزّاف بإعطائه كمية معينة من البيرة. في المدينة، قد يحتاج الخزّاف إلى سقف جديد، وقد يحتاج عامل الأسقف إلى أحذية جديدة، وقد يحتاج الإسكافي إلى نعل حصان، وقد يحتاج الحداد إلى معطف جديد وقد يحتاج الدبّاغ إلى وعاء جديد. وقد لا يكون هؤلاء الأشخاص على معرفة شخصية بعضهم البعض وقد لا تحدث احتياجاتهم كلها في نفس الوقت. النظام النقدي هو وسيلة لتنظيم هذه الالتزامات لضمان الوفاء بها.
لا يعني الانتقال من الاقتصاد الأبسط إلى الاقتصاد الأكثر تعقيدًا بالضرورة تحسنًا في مستويات معيشة السكان. على سبيل المثال، على الرغم من أن العصور الوسطى غالبًا ما تُصوّر على أنها حقبة تدهور من الإمبراطورية الرومانية، فقد أظهرت بعض الدراسات أن متوسط قامة الذكور في العصور الوسطى (نحو 500 إلى 1500 م) كان أكبر ما كان عليه بالنسبة للذكور خلال الإمبراطورية الرومانية السابقة والعصر الحديث المبكر لاحقًا (نحو 1500 إلى 1800 م). كذلك، كان هنود السهول في أمريكا الشمالية في القرن التاسع عشر أطول من نظرائهم الأمريكيين والأوروبيين المتحضرين. يعتبر متوسط قامة السكان مقياسًا جيدًا لمدى كفاية وصولهم إلى الضروريات، وخاصة الغذاء.
تعتبر الكتابة التي طورها الناس في الحضارة السومرية أولًا سمة مميزة ويبدو أنها رافقت صعود البيروقراطيات الإدارية المعقدة أو دولة الفتح. اعتمد التجار والبيروقراطيون على الكتابة للاحتفاظ بسجلات دقيقة. مثل المال، كانت الكتابة ضرورية بسبب حجم سكان المدينة وتعقيد تجارتها بين الأشخاص الذين ليسوا جميعًا على دراية شخصية ببعضهم البعض. مع ذلك، فإن الكتابة ليست ضرورية دائمًا للحضارة، كما هو موضح من قبل حضارة الإنكا في جبال الأنديز، والتي لم تستخدم الكتابة على الإطلاق باستثناء نظام تسجيل معقد يتكون من الحبال والعقد: (كيبو)، وما زالت تُعتبر مجتمع متحضر.
طورت الحضارات العديد من السمات الثقافية المتنوعة الأخرى بمساعدة تقسيم العمل والتخطيط الحكومي المركزي، مثل: الدين المنظم، والتطور في الفنون، والتطورات الجديدة التي لا حصر لها في العلوم والتكنولوجيا.
عبر التاريخ، انتشرت الحضارات الناجحة، واستولت على المزيد والمزيد من الأراضي، واستوعبت المزيد من الناس غير المتحضرين في السابق. ومع ذلك، فإن بعض القبائل أو الناس لا تزال غير متحضرة حتى يومنا هذا. يطلق على هذه الثقافات من قبل البعض (بدائية)، وهو مصطلح يعتبره البعض تحقيرًا. تشير كلمة (بدائية) بطريقة ما إلى أن الثقافة هي (الأولى) وأنها لم تتغير منذ بداية البشرية، على الرغم من إثبات عدم صحة ذلك. نظرًا لأن جميع ثقافات اليوم معاصرة، فإن ما يسمى بالثقافات البدائية اليوم ليست أبدًا سابقة لتلك التي نعتبرها حضارية.  يستخدم علماء الأنثروبولوجيا اليوم مصطلح (الأُميّين) لوصف هذه الشعوب.
لقد انتشرت الحضارة عن طريق الاستعمار والغزو والتحول الديني وفرض السيطرة البيروقراطية والتجارة وإدخال الزراعة والكتابة إلى الشعوب غير المتعلمة. قد يتكيف بعض الأشخاص غير المتحضرين مع السلوك المتحضر. لكن الحضارة تنتشر أيضًا من خلال الهيمنة التقنية والمادية والاجتماعية التي تولدها.
تستند تقييمات مستوى الحضارة الذي وصل إليه نظام الحكم إلى مقارنات بين الأهمية النسبية للقدرات الزراعية مقابل القدرات التجارية أو التصنيعية، والامتدادات الإقليمية لقوتها، وتعقيد تقسيم العمل، والقدرة الاستيعابية للمناطق الحضرية. تشتمل العناصر الثانوية على نظام نقل متطور وكتابة وقياس موحد وعملة وأنظمة قانونية والفن والهندسة المعمارية والرياضيات والفهم العلمي والتعدين والهياكل السياسية والدين المنظم.
تقليديًا، عرّفت الأنظمة السياسية التي تمكنت من تحقيق قوة عسكرية وأيديولوجية واقتصادية ملحوظة نفسها على أنها متحضرة على عكس المجتمعات أو التجمعات البشرية الأخرى خارج نطاق نفوذها - وتطلق عليهم ألقاب مثل: البرابرة أو المتوحشين.

## تقسيم الحضارات

### صامويل هنتنجتون

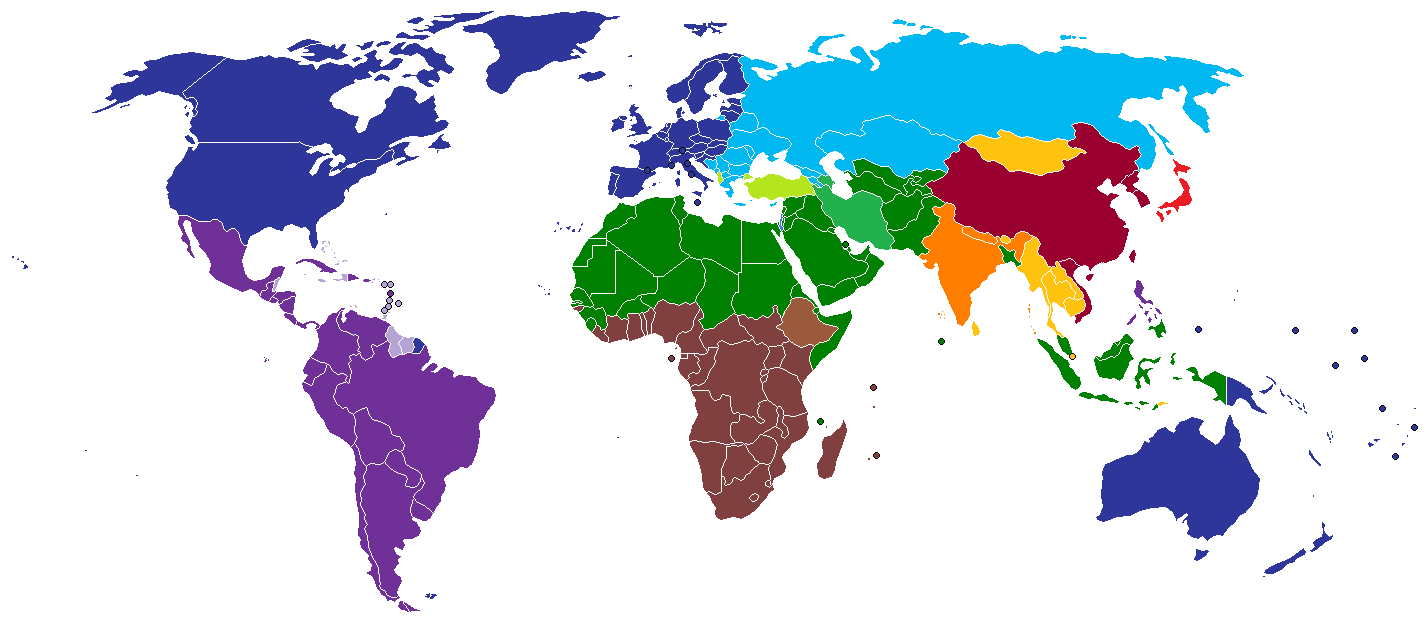
تقسيم الحضارة وفقًا لصمويل هنتنغتون
الحضارة الغربية ذات خلفية كاثوليكية - بروتستانتية
الحضارة الأمريكية اللاتينية
الحضارة اليابانية
الحضارة الصينية
الحضارة الهندية
الحضارة الإسلامية
الحضارة المسيحية الأرثوذكسية
الحضارة الأفريقية
الحضارة البوذية

قسم أستاذ العلوم السياسية صامويل هنتنجتون حضارات العالم الحالية إلى تسعة مناطق نفوذ ثقافي وهي:
- الحضارة الغربية ذات الخلفية الثقافية المسيحية الغربية بشكليها الكاثوليكية-البروتستانتية، تمتد هذه الحضارة من أوروبا الغربية إلى دول البلطيق، وأنغلو-أمريكا، وأستراليا، ونيوزيلاندا وإسرائيل. تقوم هذه الحضارة على أساسين ومصدرين هما الحضارة اليونانية-الرومانية والديانة المسيحية.[11][12][13][14] حيث تحدد الثقافة الغربيّة بأبعاد ثلاثة: الديانة المسيحية، القانون الروماني، والنزعة الإنسانية في الفلسفة اليونانية. النتاج التاريخي والثقافي لكل من عصر النهضة والثورة الصناعية أعطى مقومات منفردة وخصوصية لهذه الحضارة.
- الحضارة الأمريكية اللاتينية تتشابه هذه الحضارة مع الحضارة الغربية كونها منطقة تستخدم فيها في المقام الأول[15][16] اللغات الرومانسية (أي، التي اشتقت من اللغة اللاتينية)- خصوصًا الأسبانية والبرتغالية، والفرنسية بنسب مختلفة وكون الرومانية الكاثوليكية هي الديانة المهيمنة فتسمى أيضًا بأمريكا اللاتينية. لكن لكونها منطقة فيها العديد من الأنساب والجماعات العرقية يجعلها ذلك منطقة فيها تنوعًا عرقيًا وثقافيًا مما يعطيها خصوصيّة ثقافية منفردة. وقد تعتبر المنطقة إما جزء من العالم الغربي أو حضارة متميزة بما فيه الكفاية أو مرتبطة بالغرب كونها تنحدر منها.[17]
- الحضارة اليابانية يدرج أغلب الباحثين الحضارة اليابانية كحضارة منفردة بسبب خصوصيّة الثقافة اليابانيّة. في حين يدرج أقلية من الباحثين الحضارة اليابانية كجزء من حضارة الشرق الأقصى.
- الحضارة الصينية يدرج أغلب الباحثين الحضارة الصينية كحضارة منفردة وذات خصوصية ثقافية مميزة. من جذور وأساسيات الحضارة الصينية هي الفلسفة الكنفشيوسية. تمتد حدود الحضارة الصينية من الصين إلى تايوان وشبة الجزيرة الكورية وسنغافورة وفيتنام.
- الحضارة الهندية هي الحضارة ذات الأساس الهندوسي وتمتد من الهند إلى النيبال وموريشيوس. تعتبر هذه الحضارة واحدة من أقدم الحضارات الإنسانيّة وهي مشبعة بالتقاليد والفلسفة والثقافة الهندوسية.
- الحضارة الإسلامية وهي الحضارة التي تمتد بين البلدان ذات الأغلبية المسلمة والتي ترتبط من الناحية التاريخية والحضارية والاجتماعية في الإسلام. تمتد هذه الحضارة بين منطقة الشرق الأوسط، وشمال أفريقيا، وآسيا الوسطى، وباكستان، وبنغلادش، وإندونيسيا وماليزيا. تنفرد هذه الحضارة بخصوصية ثقافية أساسها دين وتعاليم وتراث الإسلام. اللغات الأكثر انتشارًا في حدود هذه الحضارة اللغة العربية والفارسية والتركية واللغة الماليزية.
- الحضارة المسيحية الأرثوذكسية تمتد هذه الحضارة بين الدول ذات الغالبية الأرثوذكسية والحضارة المسيحية الشرقية المشتركة والتي ترتبط من الناحية التاريخية والثقافية والاجتماعية والسياسية. تمتد الحضارة الأرثوذكسية من روسيا إلى أوكرانيا، والقوقاز، والبلقان، واليونان وقبرص. أساس ومركزية هذه الحضارة تراث الإمبراطورية البيزنطية والأرثوذكسية الشرقية. اللغات المنتشرة في هذه المنطقة الحضارية هي اللغات السلافية، واللغة الرومانية، واليونانية، والأرمنية والجورجية.
- الحضارة الأفريقية تمتد حدود هذه الحضارة إلى أفريقيا جنوب الصحراء. تتميز هذه الثقافة الأفريقية باستجابات معقدة تجاه الإستعمار والإمبريالية الأوروبية. بدءاً من أواخر التسعينات من القرن الماضي يحاول الأفارقة تأكيد هويتهم الخاصة. تشترك شعوب هذه الحضارة بذاكرة ثقافية خاصة.
- الحضارة البوذية تنتشر هذه الحضارة في عدد من دول الهند الصينية. حيث أن مركزية هذه الحضارة هي تعاليم وتراث بوذا والديانة البوذية ومذاهبها تيرافادا وهينايانا. تمتد حدود الحضارة البوذية في تايلندا، وكمبوديا، ولاوس، وبورما، وسريلانكا، وبوتان، ومنغوليا.
- بدلاً من الانتماء إلى واحدة من الحضارات «الرئيسية»، وصف صامويل هنتنجتون أن إثيوبيا وهايتي دول ذات حضارة «وحيدة ومتميزة». ويمكن اعتبار إسرائيل دولة فريدة من نوعها بسبب حضارتها الخاصة اليهودية، كما كتب هنتنغتون، لكن هذه الدولة تشبه إلى حد بعيد الغرب. ويعتقد هنتنغتون أيضاً أن منطقة البحر الكاريبي الناطقة باللغة الإنجليزية، والمستعمرات البريطانية السابقة في منطقة البحر الكاريبي، تٌشكل كياناً متميزاً.
- هناك أيضاً «البلدان المشقوقة» لأنها تحتوي على مجموعات كبيرة من الناس ذات حضارات منفصلة. ومن الأمثلة على ذلك أوكرانيا التي تنقسم بين القسم الغربي الذي يسيطر عليه الكاثوليك الشرقيين والشرق الذي يهيمن عليه الأرثوذكس الشرقيين، وغويانا الفرنسية التي تنتمي بين حضارة أمريكا اللاتينية والحضارة الغربية، وبنين وتشاد وكينيا ونيجيريا وتنزانيا وتوغو والتي تضم جميعها الشق بين الحضارة الإسلامية وحضارة أفريقيا جنوب الصحراء، وغيانا وسورينام (الشق بين الحضارة الهندوسية وأفريقيا جنوب الصحراء)، وسريلانكا (الشق بين الحضارة الهندوسية والبوذية)، والصين (الشقاق بين الحضارة الصينية والبوذية في حالة التبت، والحضارة الصينية والغربية في حالة هونغ كونغ وماكاو)، والفلبين (الشقاق بين الحضارة الإسلامية في حالة مينداناو، وباقي المناطق التي تنقسم بين الحضارة الصينية والغربية). وقد أدرج السودان أيضاً في قائمة «بلدان الشق» حيث تنقسم بين الحضارة الإسلامية وحضارة أفريقيا جنوب الصحراء. وأصبح هذا التقسيم انقساماً رسمياً في يوليو من عام 2011 بعد التصويت الساحق لاستقلال جنوب السودان في استفتاء يناير من عام 2011.

## لماذا تقوم الحضارات وتنهار؟
أبدى الفلاسفة والمؤرخون وعلماء الآثار القديمة أسبابًا كثيرة لقيام الحضارات وانهيارها. وقد شبَّه جورج و. ف. هيجل الفيلسوف الألماني في أوائل القرن التاسع عشر المجتمعات بالأفراد الذين ينقلون شعلة الحضارة من واحد إلى الآخر، وفي رأي هيجل، أنه خلال هذه العملية تنمو الحضارات في ثلاث مراحل: 1- حُكْم الفرد. 2- حُكْم طبقة من المجتمع. 3- حُكْم كل الناس. وكان هيجل يعتقد أن هذا النسق تسفر عنه الحرية في آخر الأمر لجميع الناس.
كان الفيلسوف الألماني أوزوالد سبنجلر يعتقد أن الحضارات مثلها مثل الكائنات الحية تولد وتنضج وتزدهر ثم تموت. وفي كتابه انحدار الغرب (1918 - 1922م) ذكر أن الحضارة الغربية تموت، وسوف تحل محلها حضارة آسيوية جديدة.
وعرض المؤرخ البريطاني أرنولد توينبي نظريته عن التحدي والاستجابة في كتابه دراسة التاريخ1 (1934ـ 1961م). كان توينبي يعتقد أن الحضارات تقوم فقط حيث تتحدى البيئة الناس، وحينما يكون الناس على استعداد للاستجابة للتحدي. على سبيل المثال، فإن الجو الحار الجاف يجعل الأرض غير مناسبة للزراعة ويمثل تحديًا للناس الذين يعيشون هناك. ويمكن أن يستجيب الناس لهذا التحدي ببناء أنظمة ري لتحسين الأرض. ورأى توينبي أن الحضارات تنهار حينما يفقد الناس قدرتهم على الابتكار. انظر: توينبي.
ويذهب معظم علماء الآثار القديمة إلى أن بزوغ الحضارات يرجع إلى مجموعة من أهم الأسباب تشمل البناء السياسي والاجتماعي للحياة والطريقة التي يكيف بها الناس البيئة المحيطة بهم والتغيرات التي تطرأ على السكان. وفي كثير من الحالات، يمكن أن تظهر الحضارات لأن رؤساء القبائل المحليين اتخذوا خطوات متعمدة لتقوية نفوذهم السياسي. ويعتقد كثير من العلماء أن سوء استخدام الأرض والمصادر الطبيعية الأخرى أسفرت عن الانهيار الاقتصادي والسياسي
للحضارات الأولى.
ويقال ان العنصرية والطبقية منعا من نشر الحضارة (استنادا على راي هيجل)

## تطور الحضارات القديمة
- حضارات العالم القديم (الأفريقية – الأوروآسيوية)
- حضارة سومر «الحضارة السومرية في العراق» (5300 – 2000 ق م)
- حضارة وادي السند وشبه القارة الهندية (3500 ق م – وحتى الوقت الحاضر)
- الحضارة الكوشية (السودانية) (4800 - 300 ق م)
- حضارة المصريين القدماء (3200 – 343 ق م)
- حضارة عيلام في إيران اليوم (2700 – 539 ق م)
- حضارة الكنعانيين في فلسطين (2350 ق م – 102 م)
- الحضارة الصينية (2200 ق م – وحتى الوقت الحاضر)
- الحضارة الإغريقية «اليونانية» (2000 – 146 ق م)
- الحضارة الكورية (900 ق م – حتى الوقت الحاضر)
- حضارة الأتروسكان والرومان القدماء (900 ق م – 500 م)
- عيلام (2700 - 539 ق م)
- مملكة ماني (القرن العاشر - القرن السابع ق م)
- دولة ميديا (718 ق م - 550 ق م)
- الامبراطورية الإخمينية (550 - 330 ق م)
- الدولة السلوقية (323 - 150 ق م)
- الدولة البارثية (250 ق م- 226 م)
- الدولة الساسنية (226 - 659)

## الحضارة الأوروبية
- الحضارة الغربية

## حضاراتالعالم الجديد(الحضاراتالأمريكية)

### حضارات أمريكا الشمالية
- أناسازي (100 - 1300 م)
- أزتك (1325 - 1519 م)
- أولمك (1000 - 400 ق م)
- تولتك (900 - 1200 م)
- تيوتيهواكان (100 ق م - 750 م)
- زابوتك (600 ق م - 1000 م)
- المايا (العهد المبكر 300 – 900 م) - (العهد المتأخر 900 - 1500 م)
- حضارة موغويون (100 ق م - 1000 م)
- هوهوكام (450 - 1450 م)

### حضارات أمريكا الجنوبية
- إنكا (1200 - 1533 م)
- بوكارا (200 ق م - 200 م)
- تشافين (900 - 200 ق م)
- تشيبتشا (1450 - 1550 م)
- تشيمو (1350 - 1471 م)
- تياواناكو (300 ق م - 1000 م)
- ركواي (200 ق م - 600 م)
- كيمبايا (300 - 1000 م)
- ليما (حضارة) (200 ق م - 600 م)
- موتشي (300 ق م - 700 م)
- نورتي شيكو (3000 – 1600 ق م)
- نازكا (حضارة) (200 ق م - 600 م)
- واري (حضارة) (200 ق م - 1000 م)

## معرض الصور

أمثلة من الحضارات
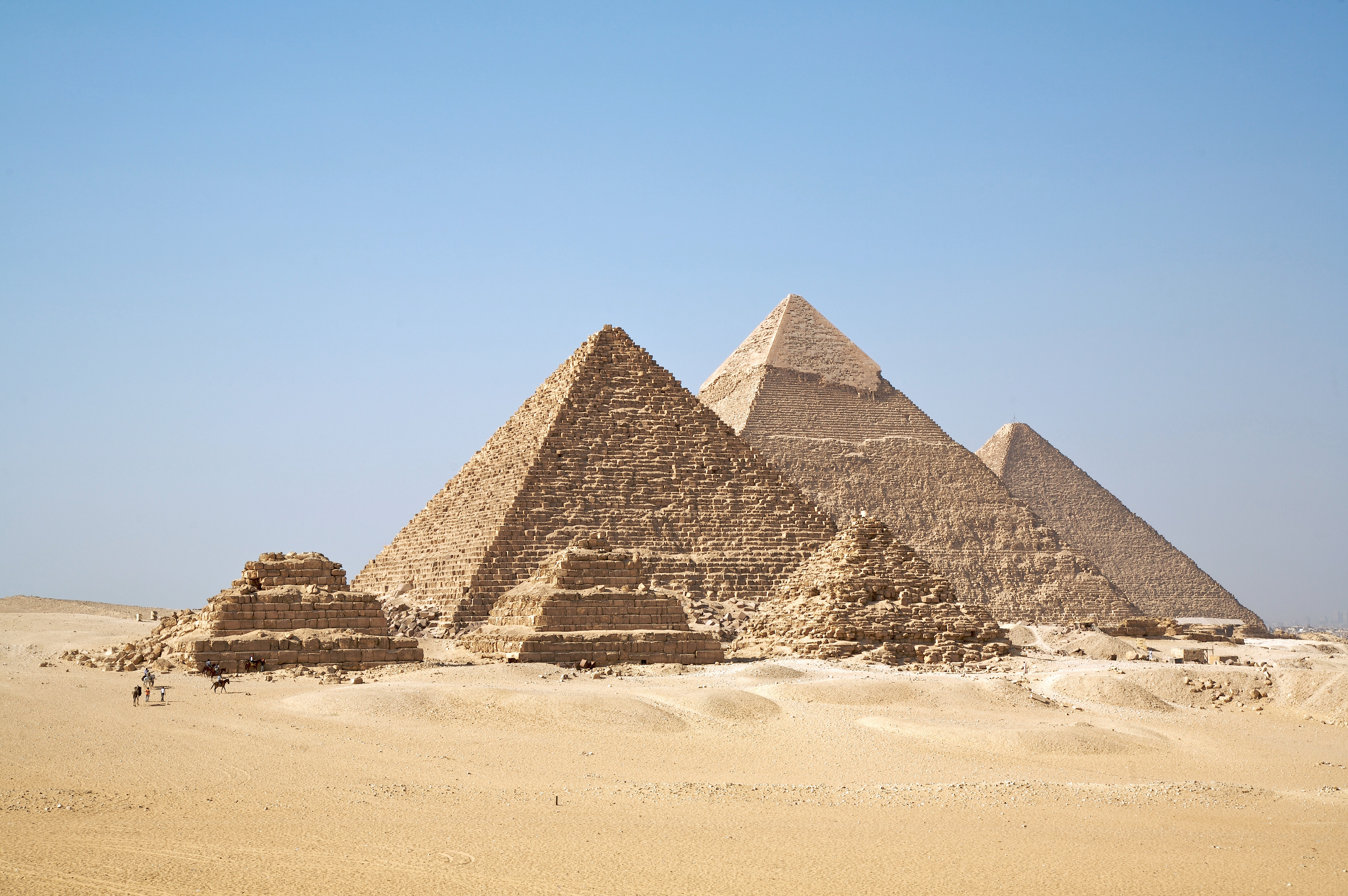
تُعد أهرامات الجيزة من أكثر رموز حضارة مصر القديمة تميزًا.
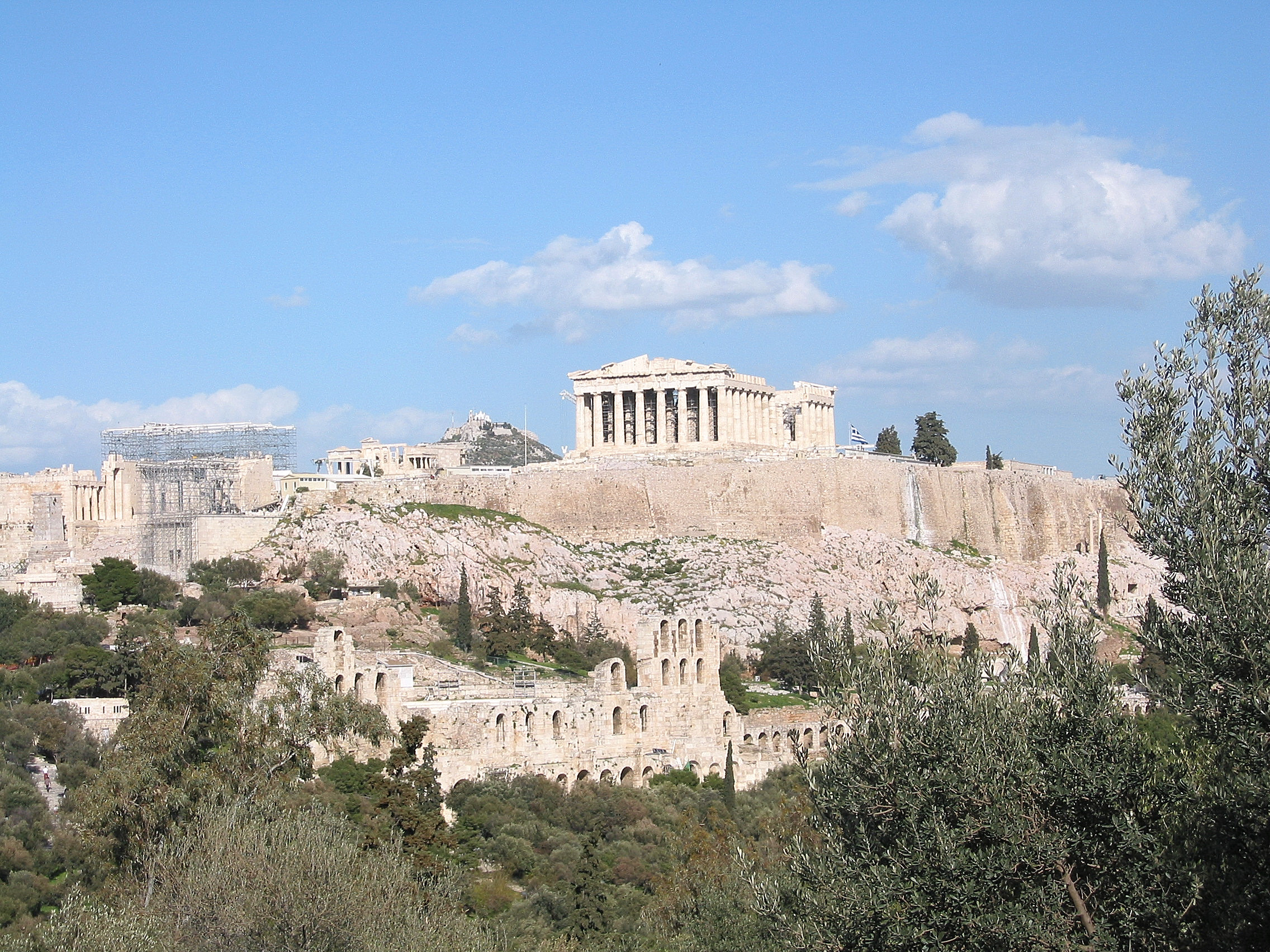
الأكروبوليس في اليونان كان له تأثير مباشر على العمارة والهندسة في الحضارات الغربية والإسلامية والشرقية حتى يومنا هذا، بعد 2400 عام من بنائه.
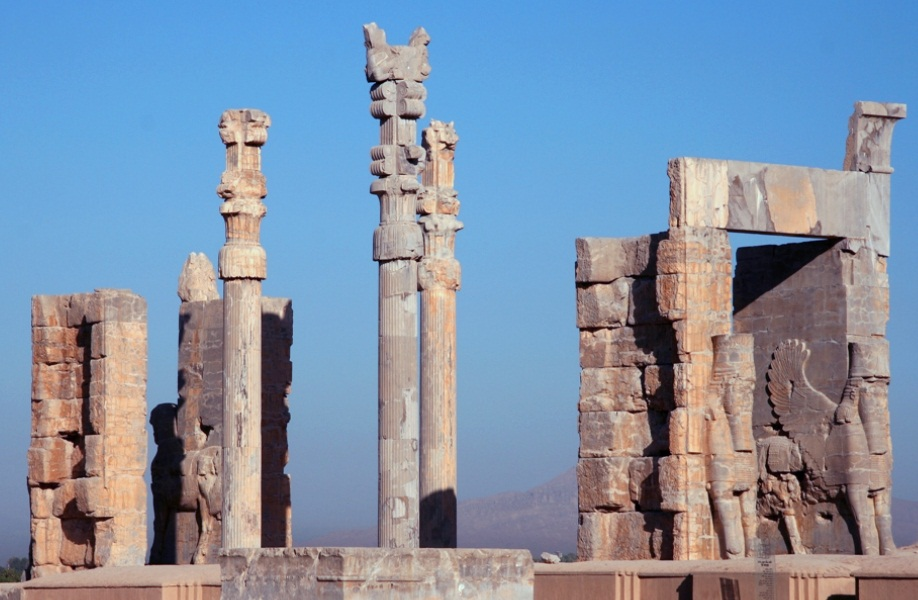
تخت جمشيد في إيران: صور لبوابة كل الأمم، المدخل الرئيسي لجميع ممثلي الأمم والدول الأخرى. يبدو أن تخت جمشيد كان مجمعًا احتفاليًا كبيرًا، وقد استخدم بشكل خاص للاحتفال بعيد النوروز، رأس السنة الفارسية الجديدة، في عام 515 قبل الميلاد.
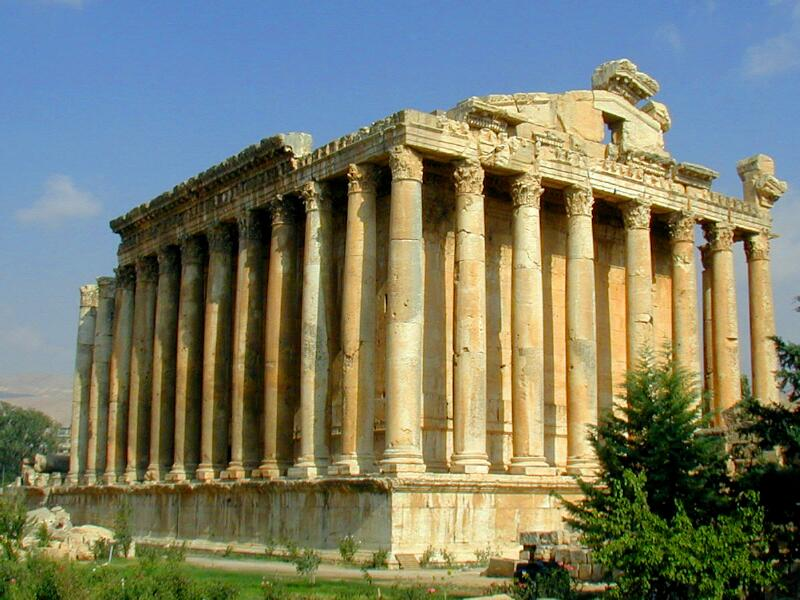
توضح لنا معابد بعلبك في لبنان الأساليب الدينية والمعمارية لبعض الحضارات الأكثر نفوذاً في العالم بما في ذلك الفينيقيون والبابليون والفرس واليونانيون والرومان والبيزنطيون والعرب.
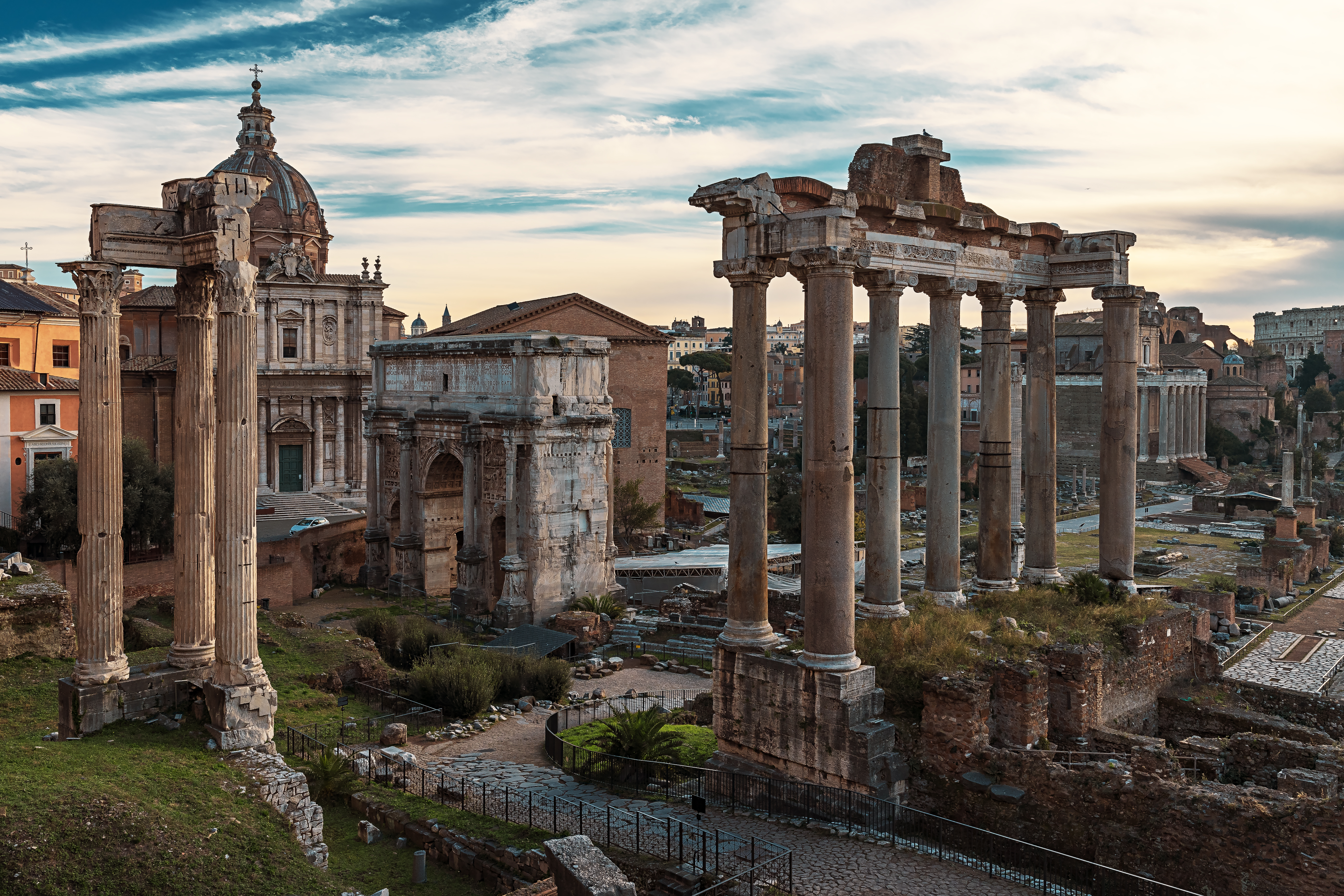
المنتدى الروماني في روما، إيطاليا، المركز السياسي والاقتصادي والثقافي والديني لحضارة روما القديمة، خلال عصر الجمهورية والإمبراطورية اللاحقة، ولا تزال أطلالها مرئية حتى اليوم في روما الحديثة.
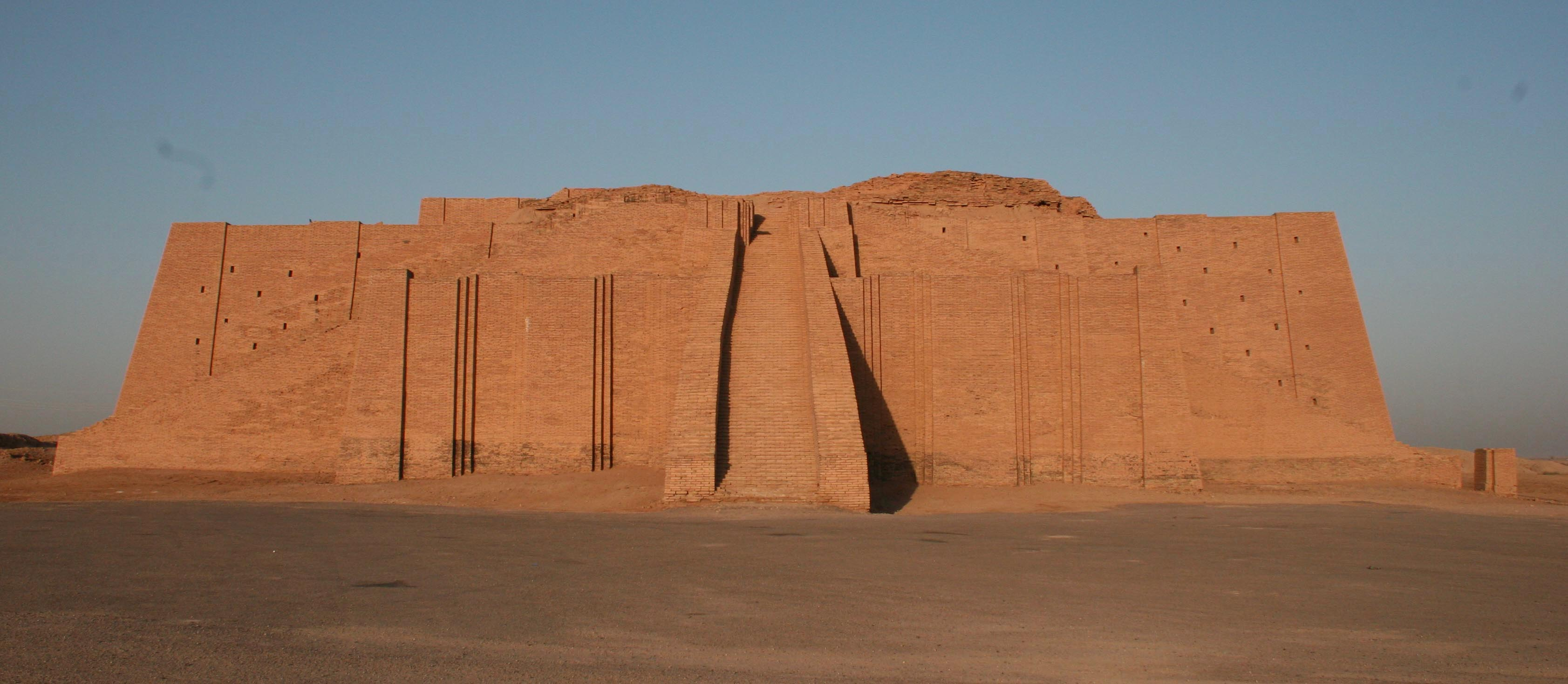
زقورة أور في العراق: الزقورات هي المعالم الأثرية لحضارة بلاد ما بين النهرين القديمة، والتي طورت المدن الحقيقية الأولى في العالم،[19] وأثرت على العديد من الممالك والإمبراطوريات في الشرق الأدنى والبحر الأبيض المتوسط في مجالات مثل الهندسة المعمارية والدين والتجارة والحرف اليدوية والكتابة والقانون والرياضيات.
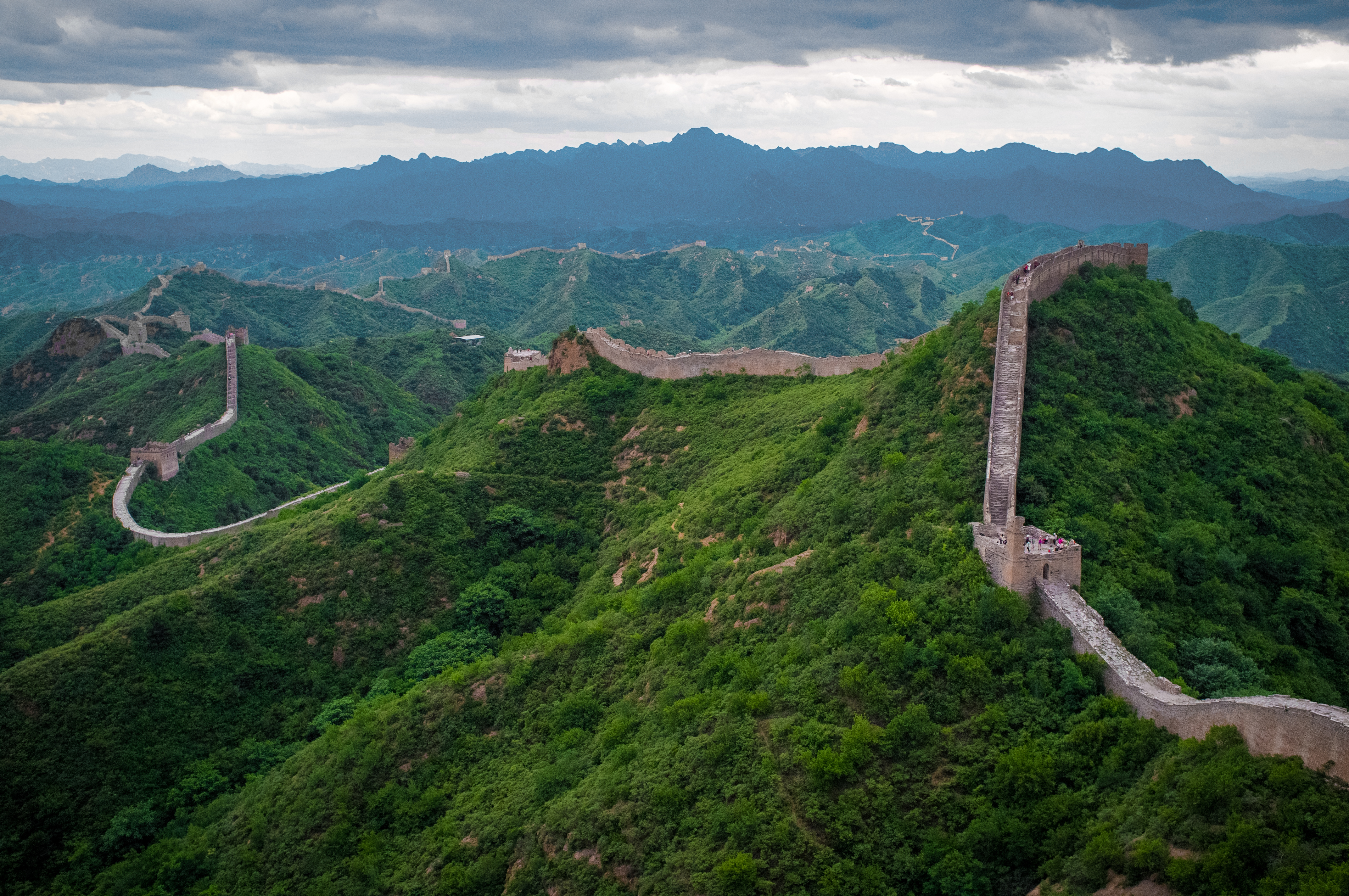
بينما تم بناء سور الصين العظيم لحماية الدول والإمبراطوريات الصينية القديمة من غارات وغزوات الجماعات البدوية، كانت منطقة الصين أيضًا على مدى آلاف السنين موطنًا للعديد من الحضارات المؤثرة.
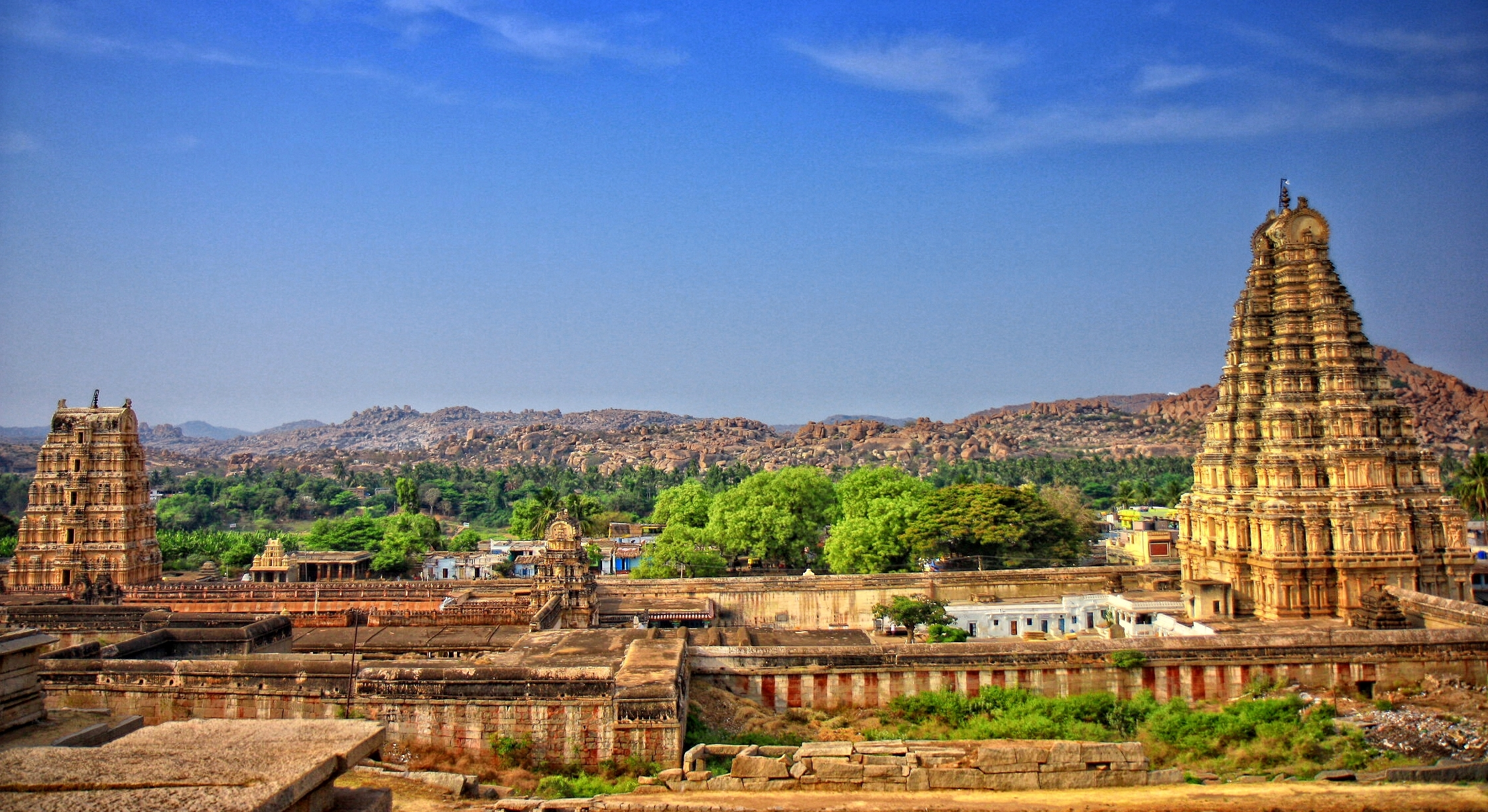
معبد فيروباكشا في هامبي في الهند: تُعد منطقة الهند موطنًا ومركزًا للديانات الرئيسية مثل الهندوسية والبوذية والجاينية والسيخية وقد أثرت على الثقافات والحضارات الأخرى، لا سيما في آسيا.
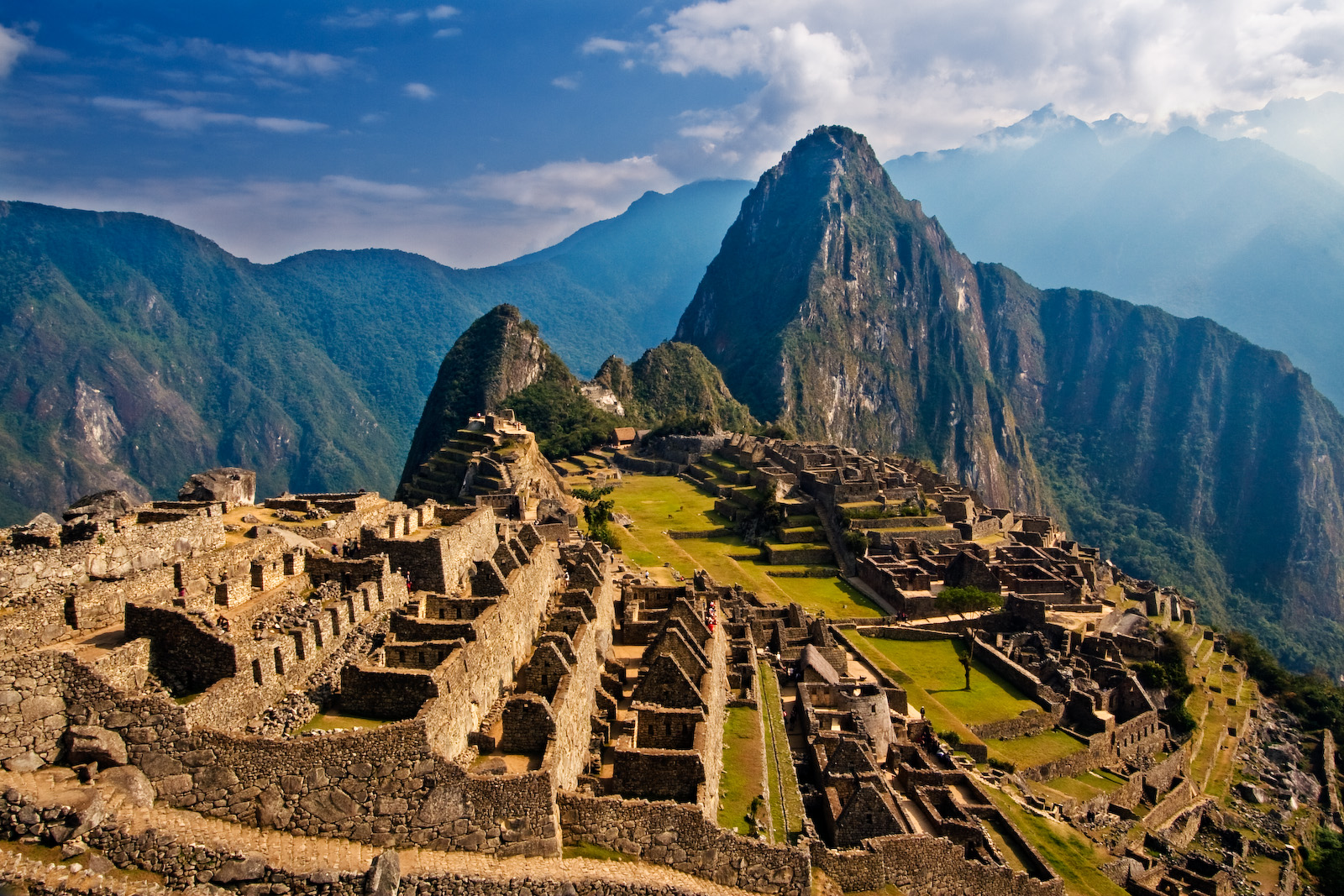
ماتشو بيتشو في بيرو هي أشهر رموز حضارة الإنكا في جبال الأنديز، وهي إحدى عجائب الدنيا السبع الجديدة.
معبد تشيتشن إيتزا، في مدينة تشيتشن إيتزا المكسيكية: تُشتهر حضارة المايا بخطها اللغوي - نظام الكتابة الأكثر تعقيدًا وتطورًا في الأمريكتين في العصر ما قبل الكولومبي - بالإضافة إلى الفن والعمارة والرياضيات والتقويم والنظام الفلكي.
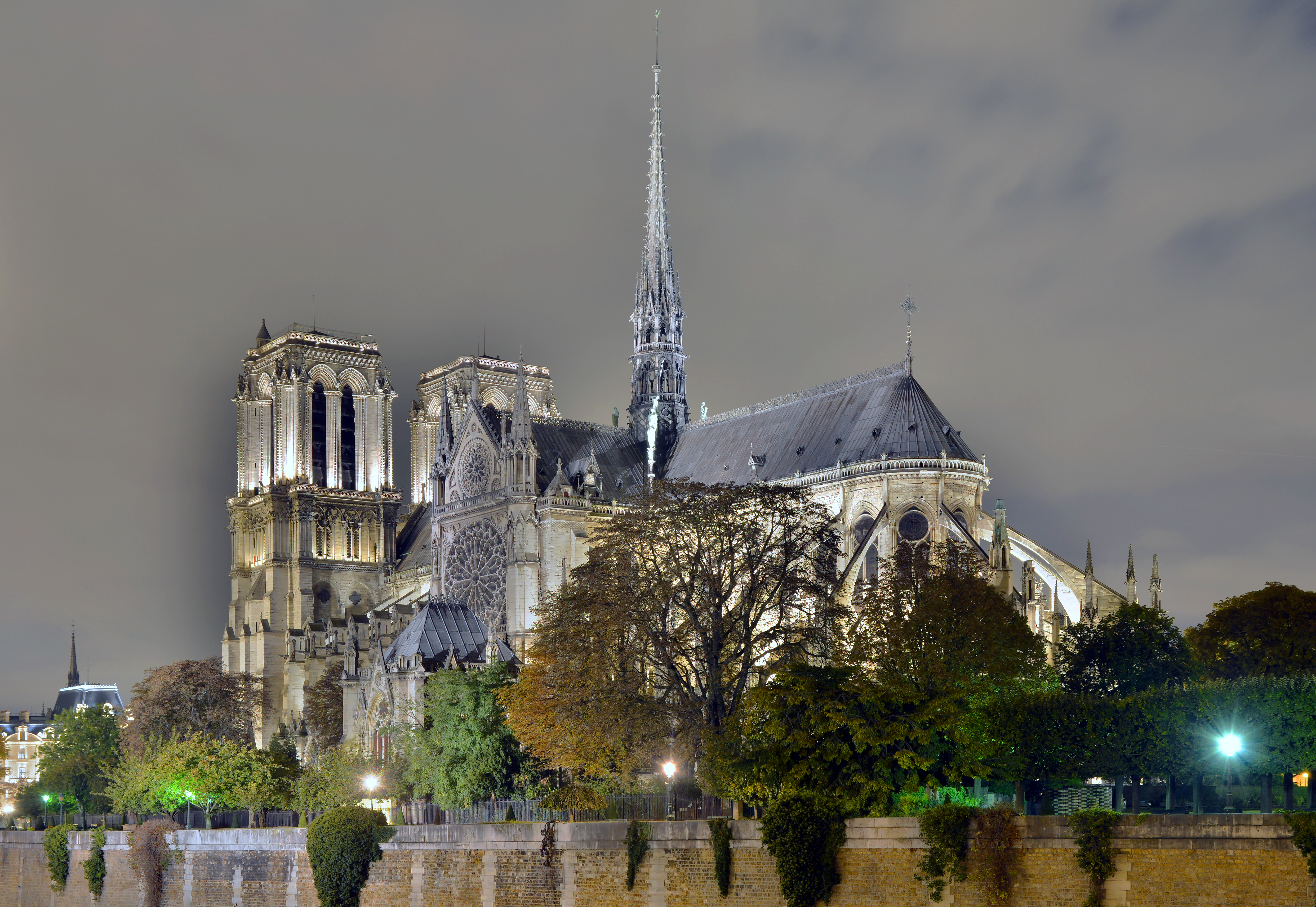
كاتدرائية نوتردام دو باري في مدينة باريس بفرنسا هي من بين أكثر الرموز المعروفة لحضارة العالم المسيحي. تتأثر الحضارة الغربية بشدة بالثقافات اليونانية والرومانية والمسيحية.[25] لعبت المسيحية دورًا بارزًا في تشكيل الحضارة الغربية.
آيا صوفيا في مدينة إسطنبول بتركيا: هي أيقونة معمارية وثقافية للحضارة البيزنطية والأرثوذكسية الشرقية.[31][32][33] كان تأثيرها، من الناحيتين المعمارية والليتورجية، واسع الانتشار ودائمًا في المسيحية الشرقية، والمسيحية الغربية، والعمارة العثمانية.[33] ويُمثل إرث الإمبراطورية البيزنطية واحدة من أقوى القوى الاقتصادية والثقافية والعسكرية في أوروبا،[34] واشتهرت بفنها والهندسة المعمارية والعلوم والطب والقانون.
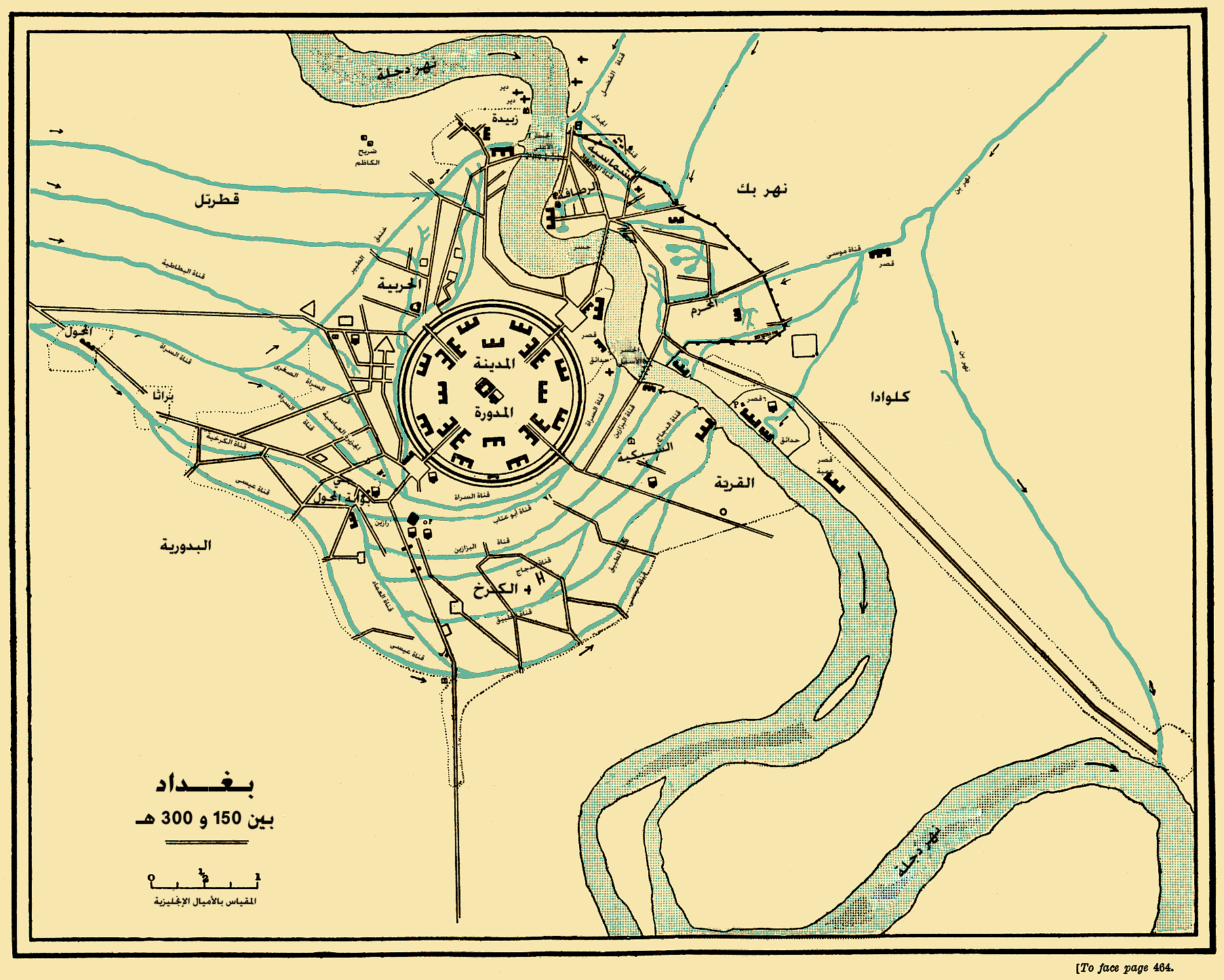
تأسست مدينة بغداد المدورة على يد الخليفة أبو جعفر المنصور في عام 762-766 كعاصمة للدولة العباسية، مما مهد الطريق للعصر الذهبي الإسلامي بدءًا من البناء اللاحق لبيت الحكمة. إنها المدينة الأسطورية في ألف ليلة وليلة.
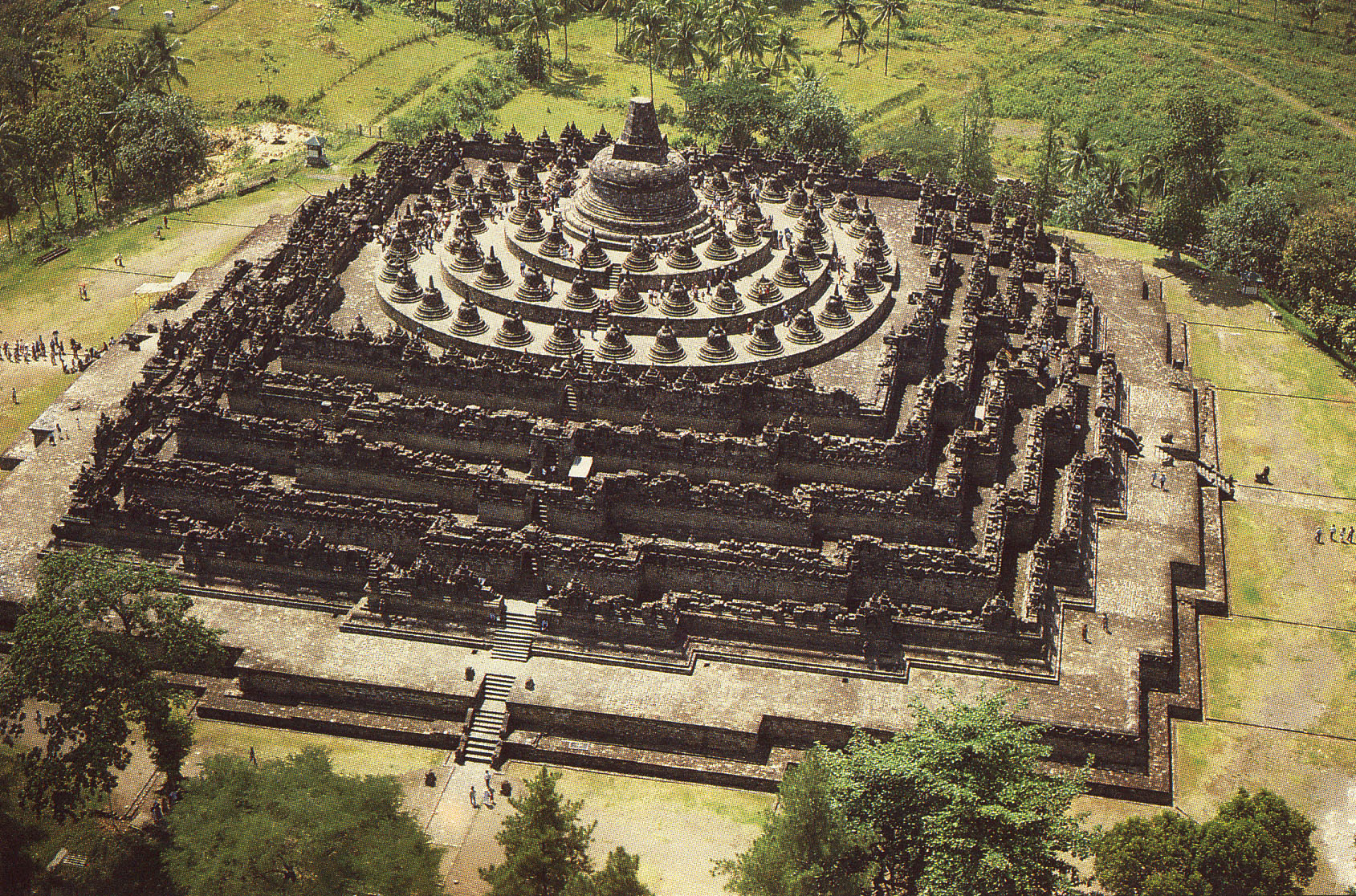
بوروبودور في إندونيسيا هو أكبر نصب بوذي في العالم ويمثل إمبراطورية سريفيجايا الجاوية والملايوية،[37][38][39] حضارة بحرية بارزة ومركزًا للدراسات التي انتشر تأثيرها الديني والثقافي والسياسي والاقتصادي في جميع أنحاء جنوب شرق آسيا وفي الصين والهند والتبت وكوريا.
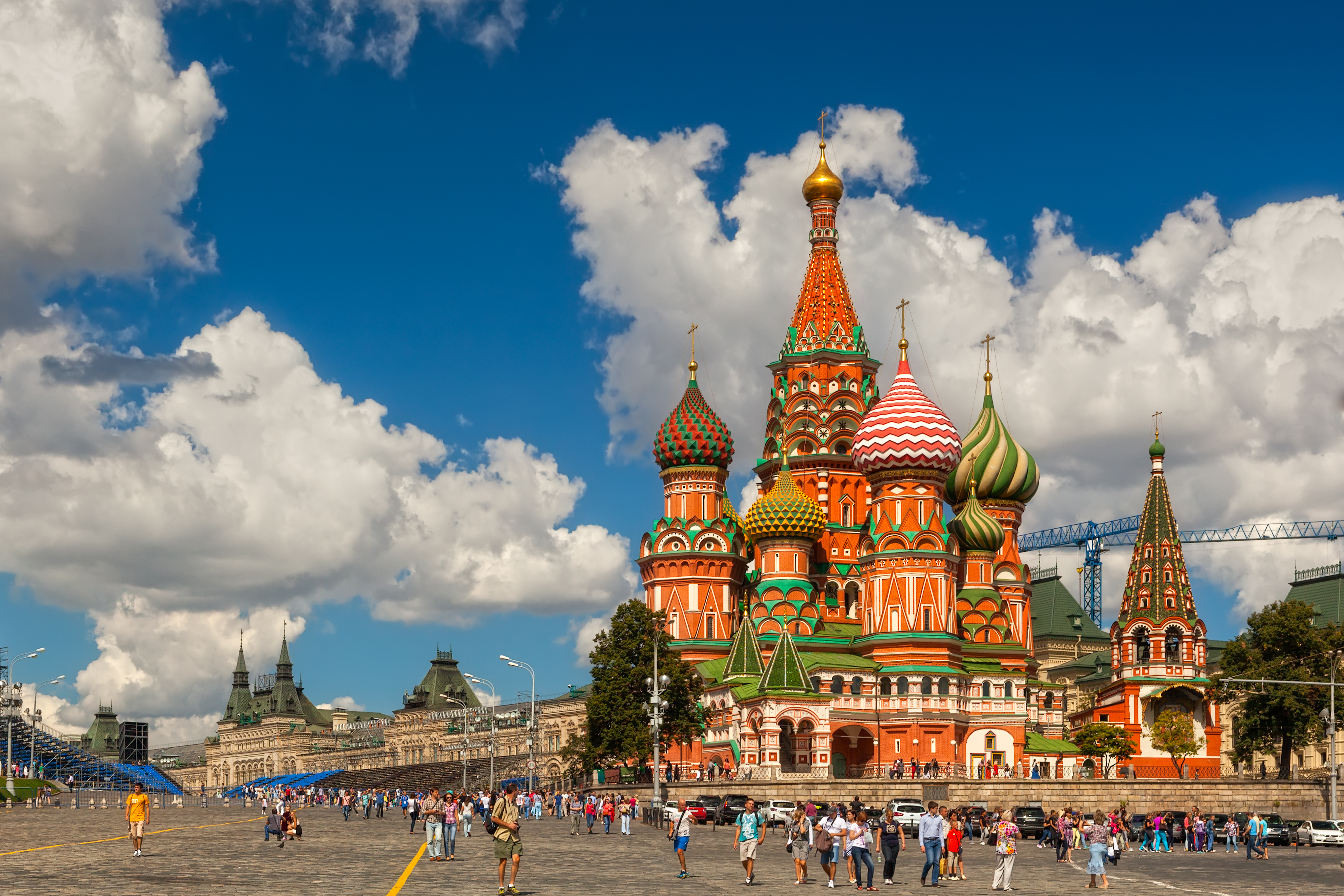
كاتدرائية القديس باسيل في موسكو: الرمز الأكثر شهرة في الحضارة الروسية.[44] كان للحضارة الروسية تأثير كبير على الثقافة العالمية، ولديها أيضًا ثقافة مادية غنية وتقاليد في العلوم والتكنولوجيا.
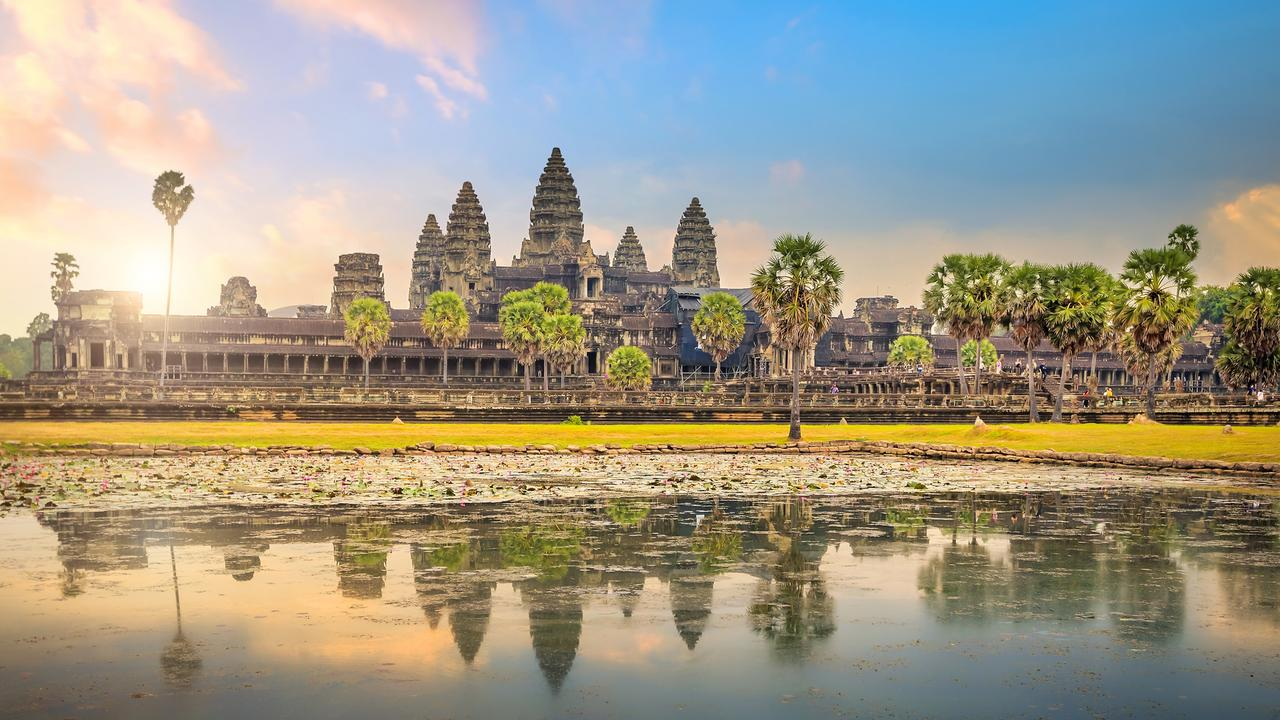
أنغكور وات في كمبوديا هي أكبر هيكل ديني تم تشييده في تاريخ البشرية.[45] ويُمثل إرث إمبراطورية الخمير، وهي واحدة من أكثر الحضارات تأثيرًا في جنوب شرق آسيا وموطن أكبر مدينة في العالم قبل الثورة الصناعية من حيث المساحة.
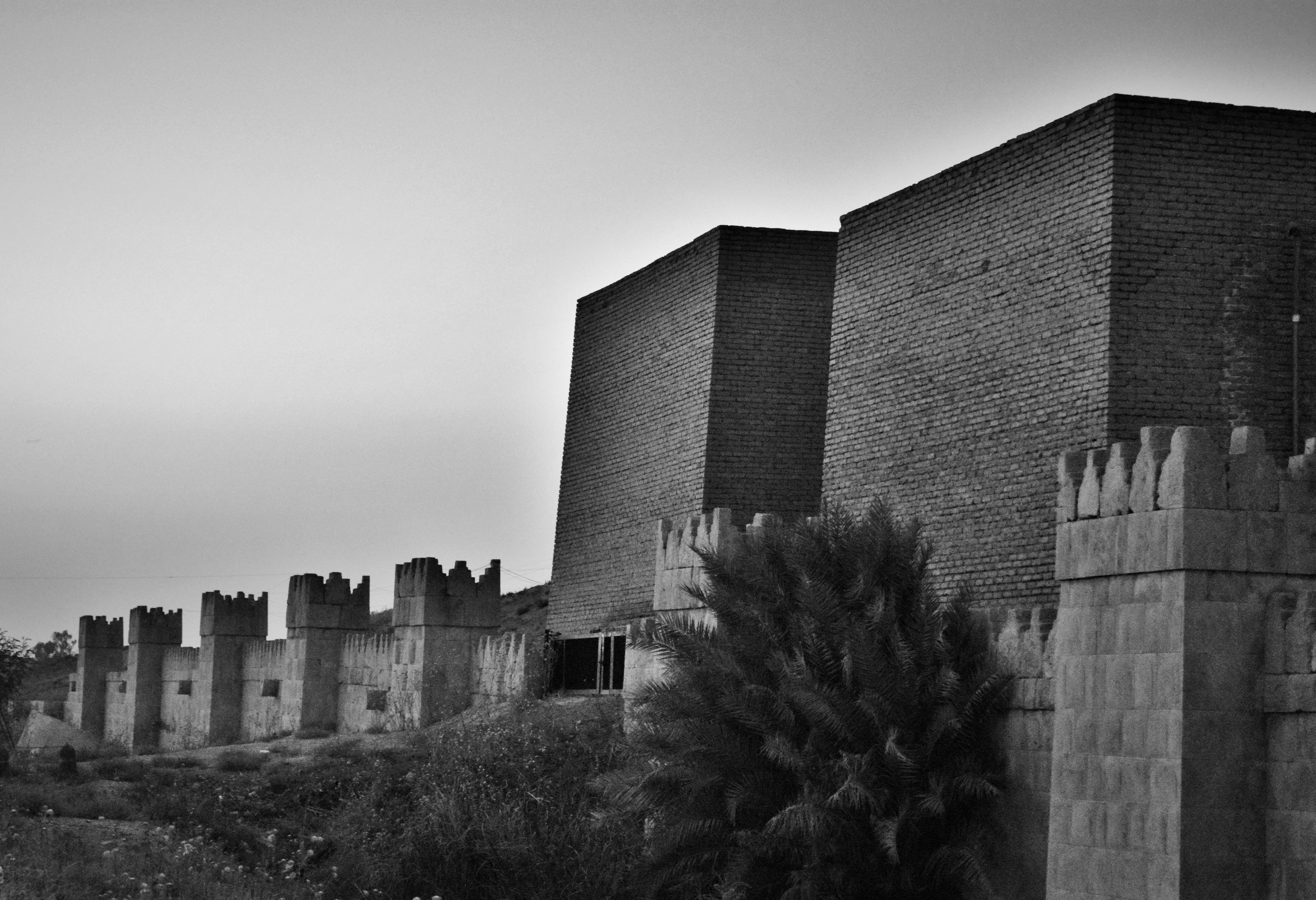
كانت نينوى مدينة آشورية قديمة في بلاد ما بين النهرين: أشتهرت الحضارة الآشورية بالنحت والعمارة والأدب والقانون وعلم الفلك. الآشوريون المعاصرون هم مسيحيون سريان يقولون أنهم ينحدرون من آشور، وهي إحدى أقدم الحضارات في العالم، ويعود تاريخها إلى 2500 قبل الميلاد في بلاد ما بين النهرين القديمة.
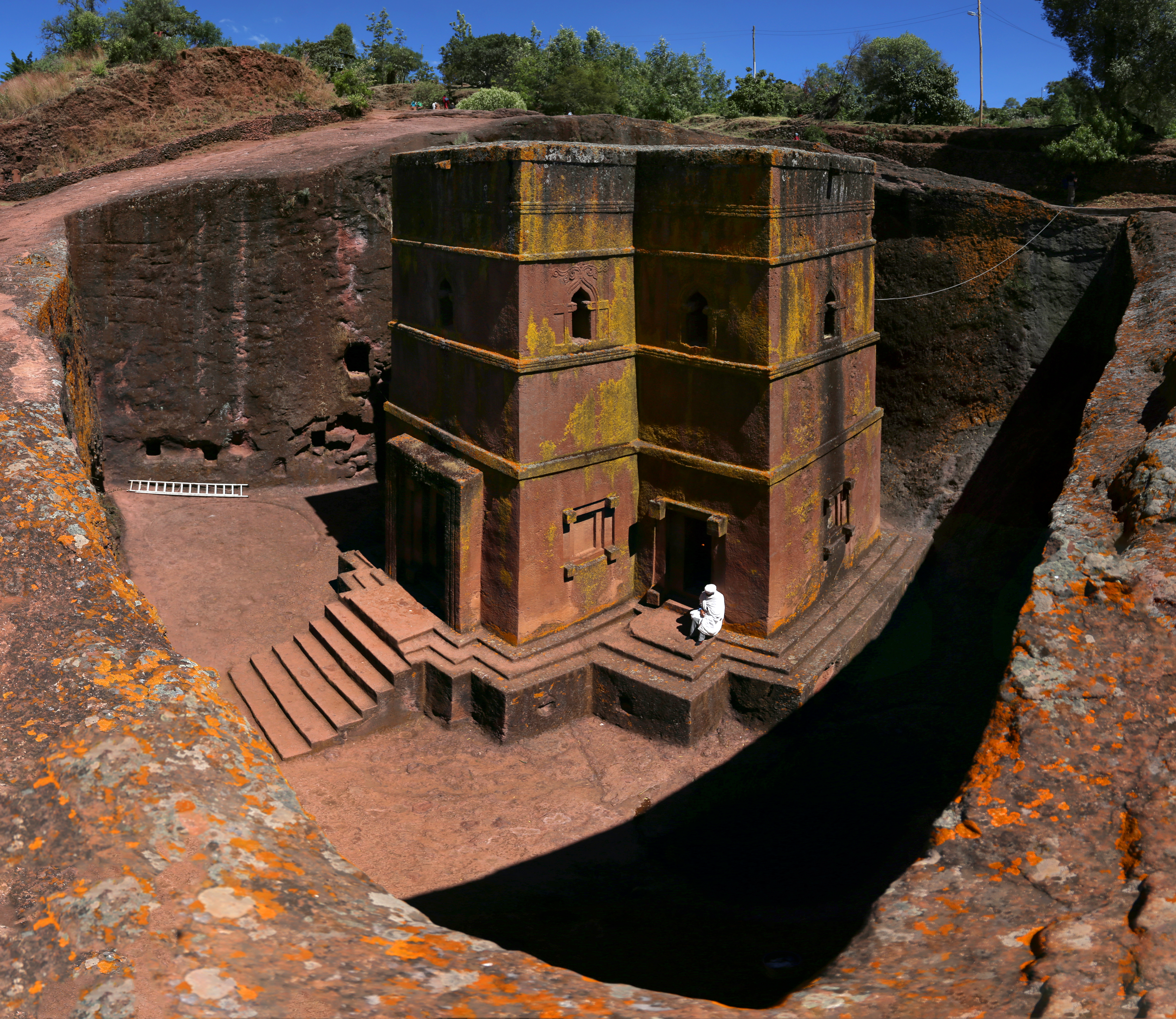
كنائس لاليبيلا من بين الرموز الأكثر شعبية في إثيوبيا، ويُمثل إرث مملكة أكسوم، وهي حضارة أفريقية كلاسيكية.